# SV Stockerau
Der Sportverein Stockerau ist ein österreichischer Sport- und Fußballverein aus der niederösterreichischen Stadt Stockerau und spielt in der Saison 2009/10 in der vierten Leistungsstufe. Seine Höhepunkte hatte der Klub mit den Vereinsfarben Schwarz-Rot in den frühen 1990er Jahren mit dem Sieg im ÖFB-Pokal, der Teilnahme am Supercupendspiel und der Teilnahme am Europacup.

## Geschichte

### Geschichte der Vorgängervereine (1907–1958)

#### Stockerauer SV 07
Die verworrene Gründungsgeschichte des Sportvereins Stockerau beginnt heute offiziell mit der Vereinsgründung der Stockerauer Sportvereinigung 07 am 7. Mai 1907. Die für die Entwicklung des heutigen Klubs wichtigen Vereine SV Heid Stockerau und ASV bestanden bereits früher. Über deren Entstehung ist heute jedoch nichts mehr bekannt.
Vor dem Zweiten Weltkrieg dominierte die Stockerauer SV 07 (auch: SV Stockerau 07) das Fußballgeschehen in der niederösterreichischen Stadtgemeinde. 1913 spielte sich der Fußballverein bis in das Endspiel der erstmals ausgetragenen Landesmeisterschaft von Niederösterreich und traf dort auf den 1. Wiener Neustädter SC. Über den Ausgang des Finalspiels existieren heute jedoch keine Aufzeichnungen mehr, zudem werden als (offizielle) niederösterreichische Landesmeister bis 1922 die Meister der damaligen Wiener Liga angesehen, da die Stadt Wien bis 1922 politisch noch mit Niederösterreich vereint war.
In der Saison 1937/38 belegte die Stockerauer SV 07 in der Liga Niederdonau den 12. Platz. Die Folgesaison 1938/39 schloss der Klub in der in „Bezirksklasse Ost“ umbenannten ersten Landesspielklasse auf dem zehnten Tabellenplatz ab. Während der Kriegsjahre übernahm der bis dahin nicht in Erscheinung getretene TuS Stockerau den Platz in der höchsten niederösterreichischen Spielklasse (Gauklasse Niederdonau). Ob es zwischen diesen beiden Vereinen einen Zusammenhang gab (Umbenennung, Fusion), ist nicht bekannt.

#### ASV Stockerau
Auf TuS Stockerau, das in der nicht mehr zu Ende geführten Kriegssaison 1944/45 den fünften Rang in der Gauklasse Nord Niederdonaus belegte, folgte im ersten Spieljahr im befreiten Österreich 1945/46 der Arbeiter-Sportverein Stockerau, der sich als Meister der Finalgruppe Nord für die Endrunde um den niederösterreichischen Landesmeistertitel qualifizierte und schlussendlich nur um zwei Punkte vom 1. Wiener Neustädter SC geschlagen, den zweiten Platz belegte. In den folgenden Jahren rutschte der ASV in den Tabellen kontinuierlich nach unten und belegte meist einen Platz im letzten Tabellendrittel. 1948 und 1949 erreichten die Stockerauer jeweils das Semifinale im niederösterreichischen Landescup, scheiterten aber beide Male am SC Siebenhirten. Im Spieljahr 1949/50 reichte es für den ASV schließlich nur zum letzten Tabellenplatz. Da sich gleich vier Vereine der Landesliga für die neu gegründeten Staatsligen A und B qualifizieren durften blieb dem ASV Stockerau vorerst der Abstieg erspart. In der durch die aufgestiegenen Vereine nicht mehr ganz so starken Liga wuchsen die Stockerauer wieder zu einem echten Titelanwärter heran und belegten 1950/51 den dritten, 1951/52 den zweiten und 1952/53 den fünften Platz. In den Jahren bis 1957 etablierte sich der ASV schließlich im Mittelfeld der Liga. In der Meisterschaft 1957/58 belegte der Verein ohne Sieg und mit nur drei Punkten weit abgeschlagen den letzten Tabellenplatz und musste in die 2. Landesliga absteigen. Besonders schmerzte, dass auch die Stadtderbys gegen den überraschend starken Aufsteiger SV Heid nicht gewonnen werden konnten.

#### SV Heid Stockerau
Während der ASV zu Beginn der 1950er Jahre erfolgreich in der drittklassigen Landesliga weilte, fand sich der spätere Fusionspartner Heid Stockerau als Firmenmannschaft der Maschinenfabrik Heid damals noch gemeinsam mit der Union Stockerau, bei der zu jener Zeit der Exinternationale Robert Pavlicek spielte, in der 2. Klasse Nord-Ost wieder. Nach dem Gewinn des Meistertitels dieser Klasse im Jahr 1951 spielten sich die Firmensportler bis 1957 bis in die Landesliga hoch und sicherten sich im Spieljahr 1957/58 mit nur einem Punkt Rückstand auf den SC Ortmann auf Anhieb den Vizemeistertitel.

### Fusion und Abstieg (1958–1970)
In der Sommerpause 1958 kam es zur Bündelung der Kräfte im Stockerauer Fußballgeschehen und zur Fusion des Vizemeisters SV Heid mit dem Absteiger ASV, unter dem Namen Sportvereinigung Heid Stockerau. Dieser Zusammenschluss zeigte aber nicht die gewünschte Wirkung und so fand sich Heid Stockerau am Ende der Saison 1958/59 auf dem letzten Tabellenplatz wieder. 1960/61 stieg der nunmehr vereinte Stockerauer Fußballverein auch aus der 2. Liga Nord-West ab und konnte erst mit dem Meistertitel in der Unterliga Nord/Nordwest im Jahr 1964 wieder in die 2. Landesliga aufsteigen.

### Zwischen Zweiter und Dritter Liga (1971–1988)
Nach dem Aufstieg in die Landesliga folgte mit dem Meistertitel 1970/71 der Aufstieg in die damals noch zweitklassige Regionalliga Ost. Dort erreichte Heid Stockerau als Neuling den neunten Tabellenrang, etablierte sich in den folgenden Jahren jedoch als Titelanwärter ausschließlich auf den ersten vier Rängen. In der Saison 1973/74 krönte sich Stockerau mit zehn Punkten Vorsprung auf den 1. Wiener Neustädter SC zum Meister der Regionalliga Ost. Auf Grund der großen Bundesligareform, verbunden mit der Reduzierung der ersten Spielstufe auf zehn Vereine und der Einführung der Nationalliga als zweiter Spielstufe Österreichs gab es in diesem Jahr jedoch keinen Fixaufsteiger in die (zu dem Zeitpunkt noch Nationalliga genannte) künftige Bundesliga. Stockerau musste in zwei Qualifikationsspielen gegen den Meister der Regionalliga Mitte (Kapfenberg) und den Erstligaverein Linzer ASK um den Aufstieg in die erste Bundesliga kämpfen. Die Niederösterreicher gewannen ihr Duell gegen den Kapfenberger SV mit 1:0 auswärts und 6:1 in Stockerau, verloren aber gegen den LASK nach einem 3:1-Sieg zuhause in Linz mit 1:6 und blieben weiterhin zweitklassig. Trotzdem stellte bereits die Qualifikation zur österreichweiten zweiten Spielklasse den bisher größter Vereinserfolg dar.
Nach einer 1974 erfolgten Umbenennung traten die Stockerauer in der Saison 1974/75 in der Nationalliga als SV Telwolle Heid Stockerau auf und erreichten mit dem neunten Platz den Klassenerhalt. 1978 stiegen die Niederösterreicher als Tabellenschlusslicht in die Regionalliga ab, feierten aber im folgenden Jahr umgehend den Wiederaufstieg. Nach nur einer Saison trat der Sportverein 1980 erneut den Gang in die dritte Liga an und verbrachte die Jahre bis 1988 in der Landes- und Regionalliga. 1988 durften die Stockerauer als Vizemeister der Ostliga in die 2. Bundesliga aufsteigen, da dem Meister Slovan/HAC Wien auf Grund dessen, dass der Verein nur über einen Kunstrasenplatz verfügte, der Aufstieg von der Bundesliga verwehrt wurde.

### Zweite Bundesliga und das Wunderjahr 1991
In den beiden nächsten Jahren kam der in SV Sparkasse Stockerau umbenannte Verein über das Abstiegs-Play-off in der zweiten Liga nicht hinaus. In beiden Spieljahren entging man dem Abstieg nur aufgrund der Punktehalbierung nach der Herbstmeisterschaft, die trotz weniger tatsächlich gewonnener Punkte gegenüber dem FC Salzburg bzw. dem LUV Graz dafür sorgte, dass Stockerau in der zweiten Liga verbleiben konnte.
Unter Trainer Willi Kreuz entwickelte sich die Mannschaft mit starken Spielern wie dem ehemaligen Europacuphelden der Rapid und späteren St. Pölten-Routinier Rudi Weinhofer, dem von FK Austria Wien gekommenen Peter Pospisil und dem ehemaligen Austria Salzburg-Torhüter Peter Zajicek in der Saison 1990/91 zusehends zu einem Titelaspiranten. In der Herbstmeisterschaft qualifizierten sich die Stockerauer als drittplatzierter Verein mit nur zwei Punkten Rückstand auf Herbstmeister Vaillant VfB Mödling und VOEST Linz für das im Frühjahr ausgespielte Aufstiegs-Play-off zur ersten Bundesliga. Dort zahlte die durchwegs junge Truppe jedoch gegen die gestandenen Erstligisten Krems, St. Pölten und Vienna Lehrgeld und belegte nur den siebten und vorletzten Rang.

#### ÖFB-Pokalsieg 1991
Für den verpassten Aufstieg in die 1. Division hielt sich die Sportvereinigung im ÖFB-Pokal schadlos und feierte mit dem sensationellen Cupsieg über den österreichischen Rekordmeister Rapid Wien den bis heute größten Triumph in der langen Vereinsgeschichte.
Stockerau stieg als Zweitdivisionär in der 2. Hauptrunde in den Bewerb ein und fertigte den 1. Wiener Neustädter SC auswärts mit 8:2 ab. Ab der dritten Runden wurden den Stockerauern ausschließlich Bundesligisten zugelost, doch setzte sich die Sportvereinigung auch in den niederösterreichischen Duellen mit VSE St. Pölten (2:0) und FC Admira Wacker (3:2) durch. Nach einem 3:1 gegen VOEST Linz im Viertelfinale wurde auch im Semifinale der Wiener Sport-Club mit 1:0 bezwungen. Stockerau stand damit erstmals in der Vereinsgeschichte im Finale des ÖFB-Pokals. Gegen den Spitzenklub Rapid schien die Mannschaft aber aller Voraussicht nach chancenlos zu sein, so wurde in den Medien bereits vor dem Endspiel nur über die Höhe des Rapidsieges diskutiert.
Das Finale wurde am 30. Mai 1991 im Wiener Praterstadion ausgetragen. Rapid ging bereits in der 8. Spielminute durch ein Tor von Stefan Reiter erwartungsgemäß in Führung, womit das in den Medien vorhergesagte Hütteldorfer „Preisschießen“ eröffnet zu sein schien. Die Stockerauer stellten jedoch nach dem frühen Rückstand immer besser auf den Gegner ein und kamen durch Wenzel in der 30. Minute zum verdienten Ausgleich. Rapid blieb weiterhin spielbestimmend, doch waren die Stockerauer in Kontern immens gefährlich und erzielten in der 52. Minute durch Pospisil das überraschende Führungstor zum 2:1. Trotz Feldüberlegenheit vermochten die Wiener den danach aufgebauten Abwehrriegel Stockeraus nicht mehr zu durchbrechen und die Sportvereinigung Stockerau schaffte mit dem Pokalsieg die große Überraschung.

#### Die Pokal-Finalmannschaften 1991
SV Stockerau

Trainer: Willi Kreuz

Peter Zajicek – Michael Keller – Josef Mazura, Michael Wenzel – Andreas Wacek, Walter Binder, Peter Pospisil, Marek Ostrowski, Rudolf Weinhofer – Alfred Augustin, Josef Marko (90. Roman Wiktora).
Rapid Wien

Trainer: Hans Krankl

Michael Konsel – Peter Schöttel – Michael Hatz (55. Andreas Poiger), Heimo Pfeifenberger – Stefan Reiter, Christian Keglevits, Helmut Hauptmann, Andreas Herzog, Franz Resch (60. Andreas Reisinger) – Hernán Medford, Jan Åge Fjørtoft.

#### Supercup und Europacup-Spiele
Als Pokalsieger spielte SV Stockerau zum Saisonauftakt 1991/92 um den Supercup gegen Austria Wien, verlor das Match jedoch vor 6.000 Zuschauern im Stadion Alte Au klar mit 0:3. Im ÖFB-Pokal 1992 wurden die Niederösterreicher gleich in der 2. Runde mit der Niederlage gegen den Sportverein Rohrbach aus dem Burgenland (3:3; 5:6 n. E.) wieder auf den harten Boden der Realität zurückgeholt. Wacker schlugen sich die Stockerauer dafür in der ersten Runde im Europacup. Gegen Tottenham Hotspur konnten beide Spiele im Europapokal der Pokalsieger lange Zeit offen gehalten werden. Letztlich gingen beide Matches mit 0:1 nur knapp verloren und Stockerau wurde in den Medien attestiert Österreich gut und würdig vertreten zu haben.

### Der Weg in die Viert- und Fünftklassigkeit 1995–2006

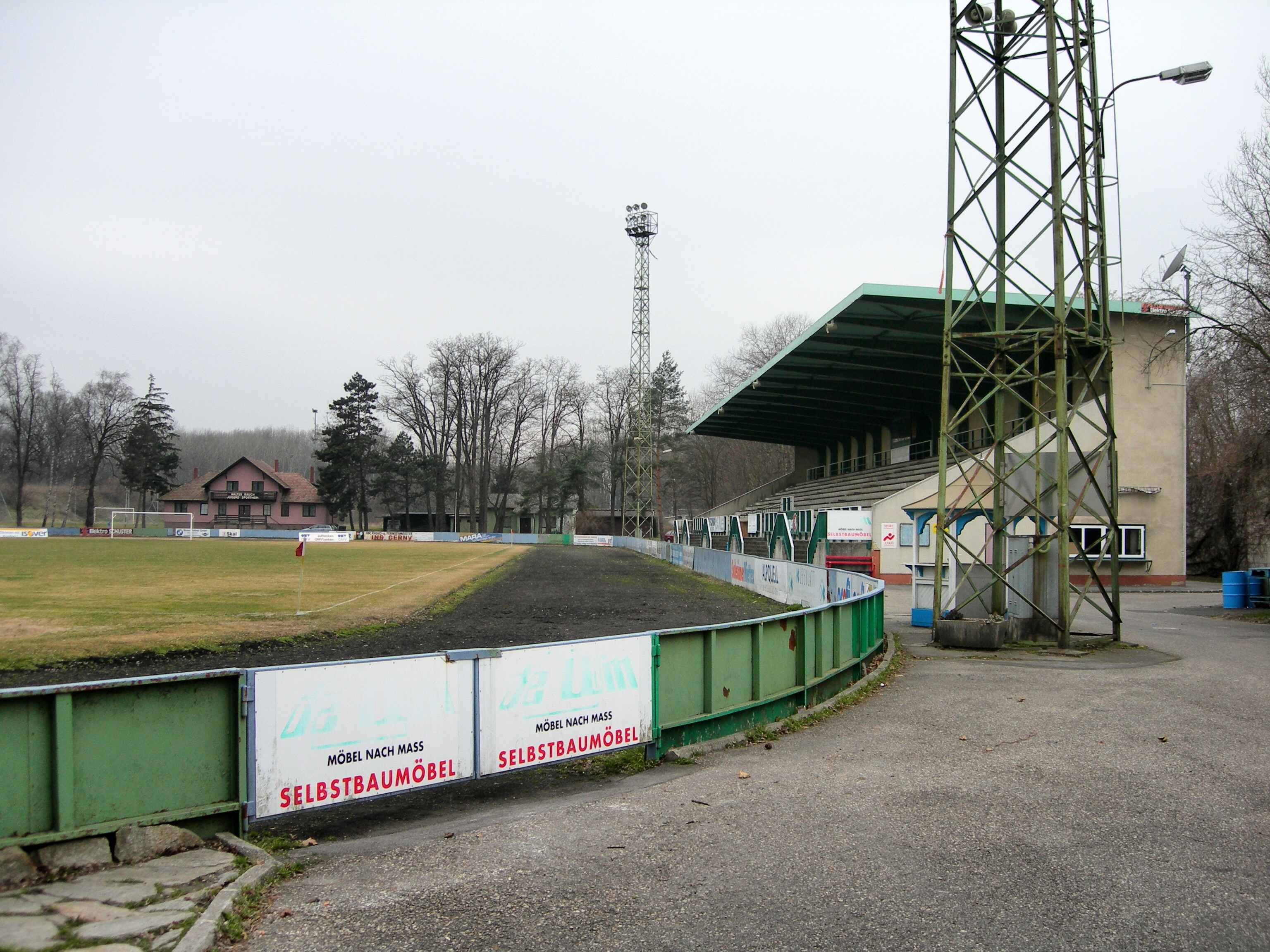
Das Stadion Alte Au in Stockerau

In den nächsten Jahren konnte sich der im Frühjahr in Sportverein Stockerau umbenannte Fußballklub nicht mehr in Szene setzen. In der Meisterschaft spielte man nur noch im Abstiegs-Play-off und 1995 wurde mit dem 15. Platz das Schreckgespenst Abstieg Wirklichkeit. 1996 erfolgte mit dem Meistertitel in der Regionalliga umgehend der Wiederaufstieg in die 2. Division und die Umbenennung des Vereins in SV Moudry Brot Stockerau.
1997 musste der Sportverein Stockerau auf Grund finanzieller Probleme den Ausgleich anmelden. Trotzdem hielt sich der Klub, nunmehr mit neuem Hauptsponsor (Gerhard de Witt Ges.m.b.H.) bis 1999 in der zweiten Leistungsstufe. Nach zwei Jahren in der Regionalliga Ost stieg der SV de Witt Möbel Stockerau 2001 aufgrund von finanziellen Engpässen und personeller Probleme in die 1. Landesliga und ein Jahr darauf sogar in die 2. Landesliga ab. In der Saison 2002/03 schaffte der Traditionsverein den sofortigen Wiederaufstieg und spielt seitdem wieder in der vierten Leistungsstufe. Den Höhepunkt in diesen finanziell schwierigen Jahren stellte der Herbstmeistertitel 2005/06 dar. Nach Ablauf dieses Spieljahres ging es aber immer mehr bergab.

### Zwei kuriose Jahre und ein leichter Aufwärtstrend
Das Spieljahr 2006/07 beendete man nur am 14. Platz, was in dieser Spielzeit eigentlich einen Abstiegsplatz dargestellt hätte, aber aufgrund der Statuten des NÖFV konnte dies abgewehrt werden (Admira stieg aus der damaligen Red Zac Liga in die RLO ab, die Admira Amateure mussten somit laut Regulativ von der RLO in die 2. LL Ost). Die Saison 2007/08 verlief äußerst negativ, obwohl man sich für kurze Zeit die Dienste von Christian Keglevits als Trainer sichern konnte. Stockerau beendete die Saison als Tabellenletzter. Aufgrund des finanziell bedingten Ausscheidens von Sturm 19 St. Pölten konnte die Liga aber erneut gehalten werden.
Da man erst kurz vor Transferende für die neue Saison 2008/09 vom Klassenerhalt erfuhr, sicherte sich der Verein kurzfristig noch die Dienste der Ex-Internationalen Marcus Pürk und Klaus Dietrich. Da der Rest der Mannschaft trotzdem nur für die 2. Landesliga zusammengestellt worden war, kamen die Stockerauer im Herbst mit lediglich 11 erreichten Punkten wieder nicht über den letzten Platz hinaus. Ein wahrer Kraftakt wurde in der Winterübertrittszeit vollzogen und weitere bekannte Spieler, u. a. Jürgen Leitner wurden verpflichtet, um den Klassenerhalt zu schaffen. Aber erst mit der Rückkehr des Stockerauer Urgesteins Ewald Jenisch als Trainer wenige Runden vor Schluss der Meisterschaft kehrte der nötige Erfolg ein. Als man kurz nach seinem Engagement beim direkten Konkurrenten, dem Kremser SC, mit 2:3 verlor, schien der Abstieg besiegelt. Doch nach zwei unerwarteten Heimsiegen gegen den ASK Kottingbrunn und dem FC Mistelbach konnte in der letzten Runde auswärts mit einem 1:1 in Leobendorf der 14. Platz erreicht werden, welcher für den Klassenerhalt reichte.
Ambitioniert startete der Klub in die Saison 2009/2010, mit Platz 6 erreichte man eine gute Platzierung zur Halbzeit der Saison und gewann den Hallencup im Sportzentrum „Alte Au“. Jedoch fiel die Mannschaft im Frühjahr stark zurück und erreichte nur Platz 8 – man war sogar kurzzeitig in den Abstiegskampf verwickelt, da in diesem Spieljahr vier Mannschaften den Gang eine Etage tiefer antreten mussten. Anders als erwartet lief aber die Saison 2012/13, da startete man schlecht und stieg am Ende der Saison in die Sechstklassigkeit auch noch ab.

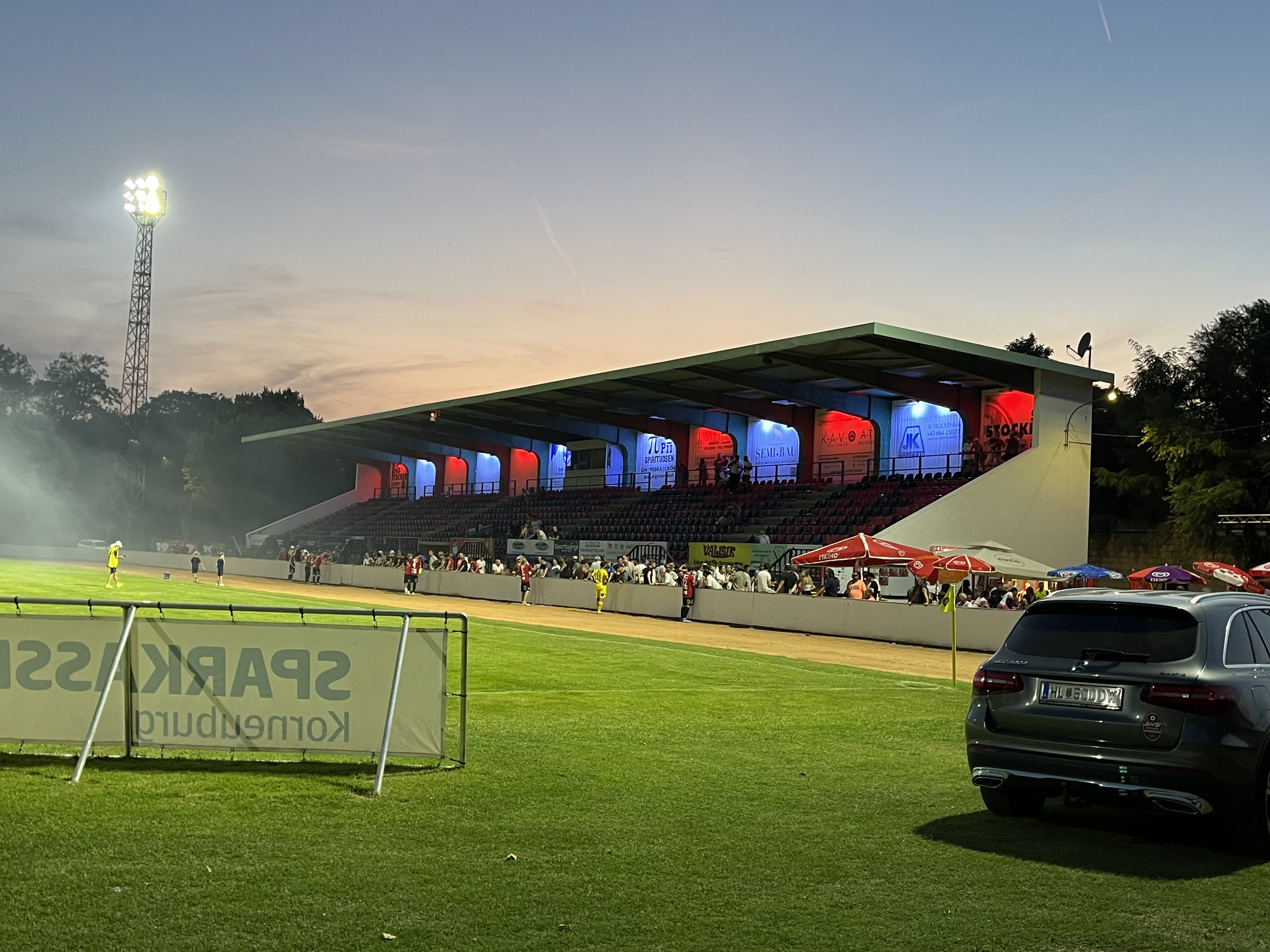
Das Stadion Alte Au in der ersten Saison nach dem Aufstieg in die Landesliga Niederösterreich (2024)

## Titel und Erfolge

### Titel
- 1 × ÖFB-Pokalsieger: 1991
- 1 × Niederösterreichischer Landescupsieger: 1973
- 2 × Niederösterreichischer Hallen-Landesmeister: 1981, 2009

### Erfolge
- 1 × Pokal-der-Pokalsieger-Teilnahme: 1992
- 1 × Supercup-Finalist: 1991
- 1 × Finalist NÖ-Provinzmeisterschaft: 1913 (SSV 07)
- 1 × Vize-Landesmeister: 1946 (ASV)
- 3 × Meister Regionalliga Ost: 1974, 1979 (Heid), 1996 (SVS)
- 1 × Vizemeister RL Ost (Aufstieg): 1988 (SVS)
- 3 × Landesliga-Meister: 1970, 1981, 1986 (Heid)
- 1 × Meister 2. Landesliga: 2003 (SVS)
- 1 × Meister 2. Klasse Nordost: 1951 (Heid)
- 1 × Meister Unterliga Nord/Nordost: 1964 (Heid)
- 1 × Meister Bezirksklasse Nordwest: 1963
- 1 × Meister Gruppe Wagram: 1962
- 2 × Sieger NÖ Hallenmaster 1983, 2009

## Europapokalbilanz
| Saison  | Wettbewerb                  | Runde    | Gegner            | Gesamt | Hin     | Rück    |
| ------- | --------------------------- | -------- | ----------------- | ------ | ------- | ------- |
| 1991/92 | Europapokal der Pokalsieger | Vorrunde | Tottenham Hotspur | 0:2    | 0:1 (H) | 0:1 (A) |

Gesamtbilanz: 2 Spiele, 2 Niederlagen, 0:2 Tore (Tordifferenz −2)

## Bekannte Spieler und Trainer
| - Karl Adamek (Trainer) - Peter Barthold (Trainer) - Carsten Bjerregaard - Walter Binder - Damir Canadi - Robert Dienst (Trainer) - Klaus Dietrich - Rudolf Flögel (Spieler, Trainer) | - Mario Hieblinger - Ewald Jenisch (Spieler, Trainer) - Tino Jessenitschnig - Christian Keglevits (Trainer) - Horst Kirasitsch - Willi Kreuz (Trainer) - Peter Lackner (Spieler, Trainer) - Jürgen Leitner | - Johann Löser - Mario Majstorović - Josef Mazura - Ilco Naumoski - Eduard Neuwirth (Spieler, Trainer) - Volker Piesczek - Andreas Poiger - Peter Pospisil | - Marcus Pürk - Andreas Rühmkorf - Christian Salaba - Grzegorz Waliczek - Otto Walzhofer (Trainer) - Rudolf Weinhofer - Peter Zajicek |

## Frauenfußball
Am 25. Januar 2000 gründete sich im Verein eine Frauenfußballsektion. Die Damen des SV de Witt Möbel Stockerau gewannen zahlreiche kleine Rasen- und Hallenturniere, errangen mehrmals den Meistertitel der UKJ Diözesanmeisterschaft und spielten sich auch ins Bundesfinale des Street-Soccer-Cups. Im Gründungsjahr stieg die Frauenfußballsektion in die NÖN-Frauenliga (Landesliga) ein, erreichte in den Jahren ihres Bestehens jedoch nur Plätze im unteren Tabellendrittel. Am 1. August 2002 erfolgte die Gründung der Spielgemeinschaft USV Leitzersdorf/Stockerau. Am 1. Juli 2004 schloss sich diese endgültig dem USV Leitzersdorf als eigene Frauenfußballsektion an. Die Damensektion beim SV Stockerau wurde damit aufgelöst.
Platzierungen in der NÖN-Frauenliga
- 2002: Platz 7
- 2003: Platz 6
- 2004: Platz 8 (SpG)

### Bekannte Spielerin
- Romina Bell (Nationalspielerin Österreichs)
- Fabienne Cardinaux (ehemalige Nationalspielerin der Schweiz)

## Sonstiges
In Publikationen und in (Online-)Ergebnislisten finden sich gehäuft Vereinsnamen die zum dargestellten Zeitpunkt nicht mehr gültig waren. So wird der Verein oftmals bis in die 1980er Jahre hinein als ASV Stockerau bezeichnet, obwohl der offizielle Vereinsname ab der Fusion 1958 Heid Stockerau lautete.